# ميلودي بيركنز
ميلودي بيركنز (بالإنجليزية: Melody Perkins)‏ هي عارضة وراقصة وممثلة أمريكية، ولدت في 28 يناير 1974 بفيسبادن في ألمانيا.

## أعمال

### أفلام
- (2000) كايوتي أجلي[2]
- (2001) كوكب القردة[3][4][5]

## وصلات خارجية
- ميلودي بيركنز على موقع IMDb (الإنجليزية)
- ميلودي بيركنز على موقع ألو سيني (الفرنسية)
- ميلودي بيركنز على موقع قاعدة بيانات الفيلم (الإنجليزية)
- ميلودي بيركنز على موقع كينوبويسك (الروسية)